# Ronde van Frankrijk 2008/Achttiende etappe

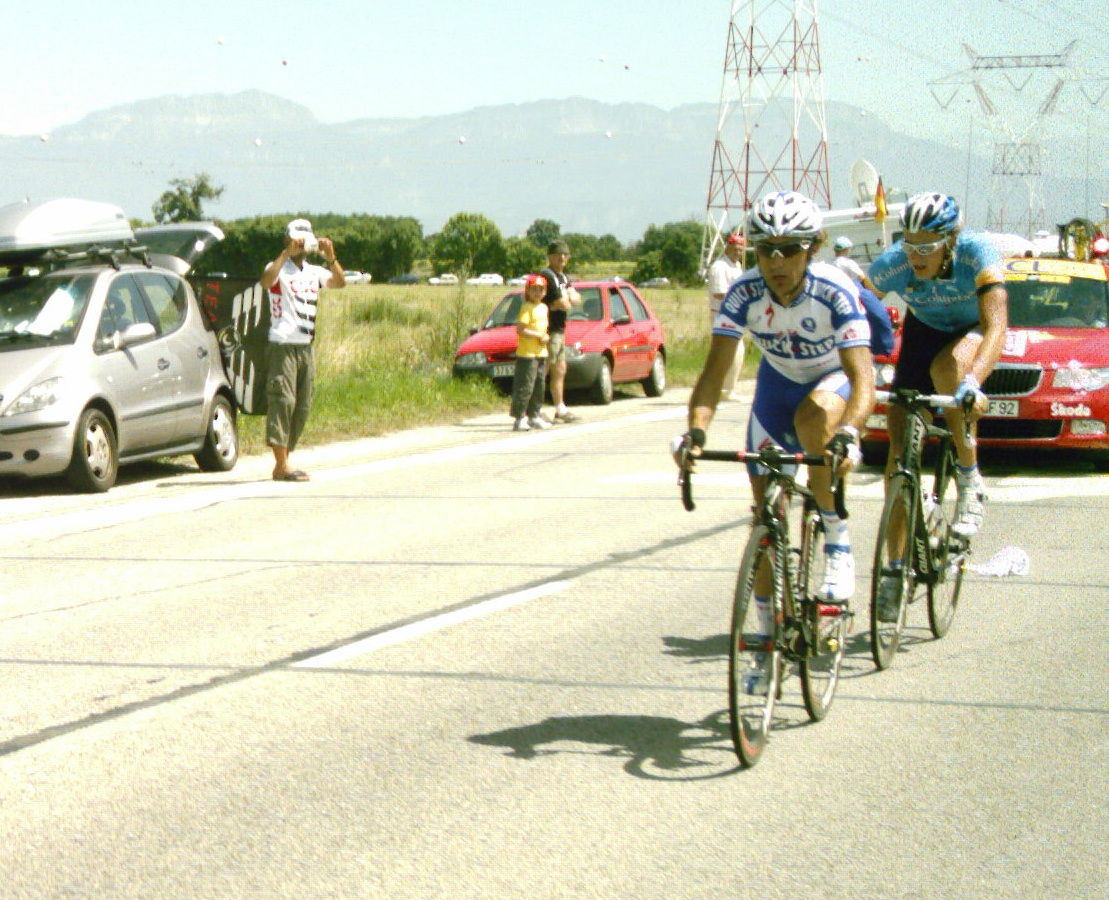
C. Barredo en M. Burghardt.

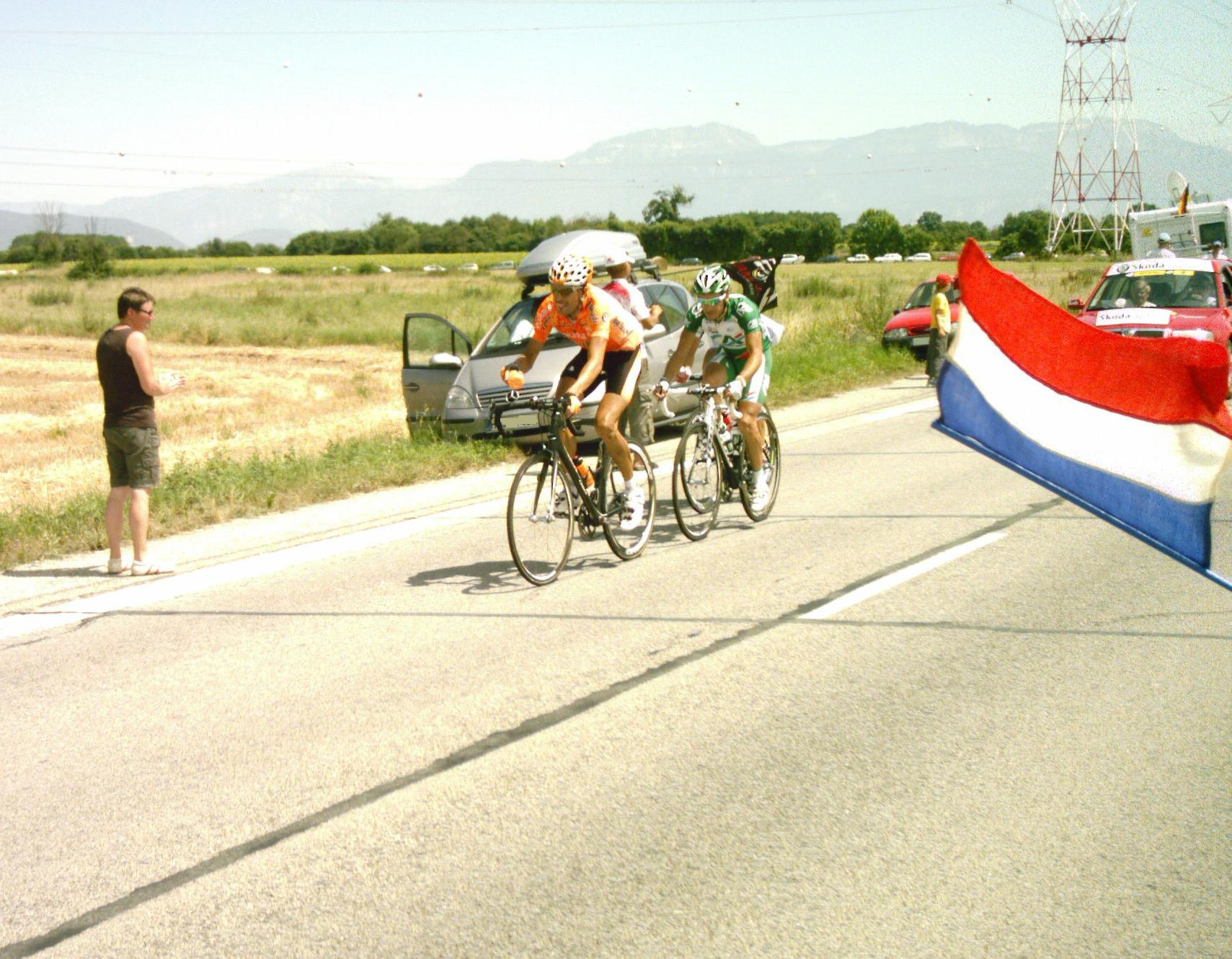
M. Astarloza, C. Le Mevel en R. Feillu.

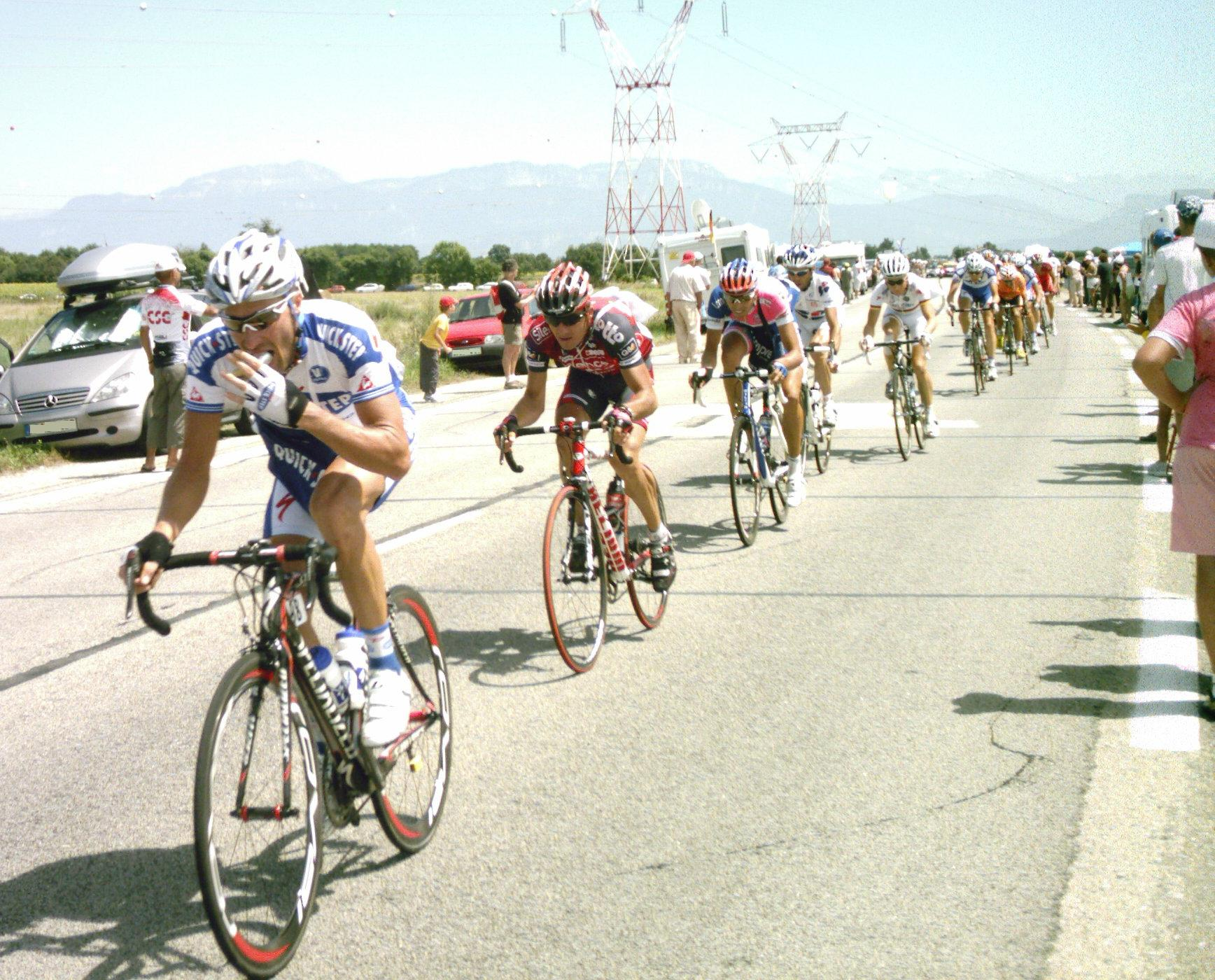

De Achttiende etappe van de Ronde van Frankrijk 2008 werd verreden op 24 juli 2008 over een afstand van 196,5 kilometer. De renners kregen drie cols te verwerken, waarvan een van de tweede categorie.

## Verloop
Het nog 150 renners tellende peloton begon rond 12u30 aan de achttiende rit van de Tour de France. Na 78 kilometer sprong Carlos Barredo weg en kreeg even later gezelschap van Burghardt. Zij bereikten als eersten de top van de Montvieux (van de 2e categorie. Astarloza, Le Mével en Feillu bereikten de top vier minuten later, het peloton gaf daar nog altijd tien minuten toe.
Damiano Cunego had na een val, vroeg in de koers, veel achterstand opgelopen. Ondanks de hulp van drie ploegmaats van Lampre reed hij na 103 km 20.26 achter op de kopgroep.
De situatie bleef daarna kilometers lang hetzelfde: twee koplopers met op enkele minuten drie achtervolgers, het peloton op tien minuten, en de ten val gekomen Cunego met drie ploegmaats op 20 minuten. Het koppel aan de leiding behield de voorsprong die het al enkele uren koesterde en kon zich ruim voor de meet al opmaken voor de finale. Barredo probeerde vijf keer om Burghardt te dumpen, maar de Duitser pareerde alle aanvallen en bleek daarna in een korte sprint iets explosiever. De drager van de groene trui Óscar Freire won de sprint van het peloton, Cunego kwam 20 minuten na de koplopers over de streep.

### Tussensprints
| Tussensprint Grenoble na 43,0 km |                |        |
| Plaats                           | Naam           | Punten |
| Winnaar                          | Freddy Bichot  | 6      |
| 2                                | Björn Schröder | 4      |
| 3                                | Stéphane Augé  | 2      |

| Tussensprint Saint-Chamond na 181,5 km |                  |        |
| Plaats                                 | Naam             | Punten |
| Winnaar                                | Marcus Burghardt | 6      |
| 2                                      | Carlos Barredo   | 4      |
| 3                                      | Mikel Astarloza  | 2      |

### Bergsprints
| Beklimming Col de Parmenie na 78,0 km | Beklimming Col de Parmenie na 78,0 km | Beklimming Col de Parmenie na 78,0 km | 3e cat. 5,3 km à 7,0 % | 3e cat. 5,3 km à 7,0 % |
| Plaats                                | Naam                                  | Naam                                  | Punten                 |                        |
| Winnaar                               | Carlos Barredo                        | Carlos Barredo                        | 4                      |                        |
| 2                                     | Marcus Burghardt                      | Marcus Burghardt                      | 3                      |                        |
| 3                                     | Romain Feillu                         | Romain Feillu                         | 2                      |                        |
| 4                                     | Christophe Le Mével                   | Christophe Le Mével                   | 1                      |                        |

| Beklimming Croix de Montvieux na 163,0 km | Beklimming Croix de Montvieux na 163,0 km | Beklimming Croix de Montvieux na 163,0 km | 2e cat. 13,7 km à 4,7 % | 2e cat. 13,7 km à 4,7 % |
| Plaats                                    | Naam                                      | Naam                                      | Punten                  |                         |
| Winnaar                                   | Carlos Barredo                            | Carlos Barredo                            | 10                      |                         |
| 2                                         | Marcus Burghardt                          | Marcus Burghardt                          | 9                       |                         |
| 3                                         | Mikel Astarloza                           | Mikel Astarloza                           | 8                       |                         |
| 4                                         | Christophe Le Mével                       | Christophe Le Mével                       | 7                       |                         |
| 5                                         | Romain Feillu                             | Romain Feillu                             | 6                       |                         |
| 6                                         | Cyril Dessel                              | Cyril Dessel                              | 5                       |                         |

| Beklimming Côte de Sorbiers na 188,0 km | Beklimming Côte de Sorbiers na 188,0 km | Beklimming Côte de Sorbiers na 188,0 km | 4e cat. 4,3 km à 3,2 % | 4e cat. 4,3 km à 3,2 % |
| Plaats                                  | Naam                                    | Naam                                    | Punten                 |                        |
| Winnaar                                 | Carlos Barredo                          | Carlos Barredo                          | 3                      |                        |
| 2                                       | Marcus Burghardt                        | Marcus Burghardt                        | 2                      |                        |
| 3                                       | Christophe Le Mével                     | Christophe Le Mével                     | 1                      |                        |

## Uitslag
| rang | renner              | land      | ploeg              | tijd      |
| ---- | ------------------- | --------- | ------------------ | --------- |
| 1    | Marcus Burghardt    | Duitsland | Team Columbia      | 4u'30 "21 |
| 2    | Carlos Barredo      | Spanje    | Quick-Step         | z.t.      |
| 3    | Romain Feillu       | Frankrijk | Agritubel          | op 3' 33" |
| 4    | Christophe Le Mével | Frankrijk | Crédit Agricole    | z.t.      |
| 5    | Mikel Astarloza     | Spanje    | Euskaltel-Euskadi  | op 3' 35" |
| 6    | Samuel Dumoulin     | Frankrijk | Cofidis            | op 6' 39" |
| 7    | Cyril Dessel        | Frankrijk | AG2R-La Mondiale   | z.t.      |
| 8    | Roman Kreuziger     | Tsjechië  | Liquigas           | z.t.      |
| 9    | Leif Hoste          | België    | Silence-Lotto      | z.t.      |
| 10   | Andy Schleck        | Luxemburg | Team CSC-Saxo Bank | z.t.      |

## Strijdlustigste renner
| renner           | land      | ploeg         |
| ---------------- | --------- | ------------- |
| Marcus Burghardt | Duitsland | Team Columbia |

## Algemeen klassement
| rang | renner                | land             | ploeg                  | tijd        |
| ---- | --------------------- | ---------------- | ---------------------- | ----------- |
|      | Carlos Sastre         | Spanje           | Team CSC Saxo Bank     | 79u 16' 14" |
| 2    | Fränk Schleck         | Luxemburg        | Team CSC Saxo Bank     | op 1' 24"   |
| 3    | Bernhard Kohl         | Oostenrijk       | Team Gerolsteiner      | op 1' 33"   |
| 4    | Cadel Evans           | Australië        | Silence-Lotto          | op 1' 34"   |
| 5    | Denis Mensjov         | Rusland          | Rabobank               | op 2' 39"   |
| 6    | Christian Vande Velde | Verenigde Staten | Team Garmin - Chipotle | op 4' 41"   |
| 7    | Alejandro Valverde    | Spanje           | Caisse d'Epargne       | op 5' 35"   |
| 8    | Samuel Sánchez        | Spanje           | Euskaltel-Euskadi      | op 5' 52"   |
| 9    | Tadej Valjavec        | Slovenië         | AG2R-La Mondiale       | op 8' 10"   |
| 10   | Vladimir Jefimkin     | Rusland          | AG2R-La Mondiale       | op 8' 24"   |

## Nevenklassementen

### Puntenklassement
| rang | renner       | land      | ploeg           | punten |
| ---- | ------------ | --------- | --------------- | ------ |
|      | Óscar Freire | Spanje    | Rabobank        | 229    |
| 2    | Thor Hushovd | Noorwegen | Crédit Agricole | 180    |
| 3    | Erik Zabel   | Duitsland | Team Milram     | 176    |

### Bergklassement
| rang | renner        | land       | ploeg           | punten |
| ---- | ------------- | ---------- | --------------- | ------ |
|      | Bernhard Kohl | Oostenrijk | Gerolsteiner    | 125    |
| 2    | Carlos Sastre | Spanje     | CSC - Saxo Bank | 80     |
| 3    | Fränk Schleck | Luxemburg  | CSC - Saxo Bank | 80     |

### Jongerenklassement
| rang | renner          | land      | ploeg    | tijd        |
| ---- | --------------- | --------- | -------- | ----------- |
|      | Andy Schleck    | Luxemburg | Team CSC | 79u 26' 18" |
| 2    | Roman Kreuziger | Tsjechië  | Liquigas | op 1' 58"   |
| 3    | Vincenzo Nibali | Italië    | Liquigas | op 15' 35"  |

### Ploegenklassement
| rang | ploeg                | land       | tijd          |
| ---- | -------------------- | ---------- | ------------- |
|      | Team CSC - Saxo Bank | Denemarken | 237u 42' 06"  |
| 2    | AG2R-La Mondiale     | Frankrijk  | op 9' 27"     |
| 3    | Rabobank             | Nederland  | op 1h 01' 17" |

1e etappe ·
2e etappe ·
3e etappe ·
4e etappe ·
5e etappe ·
6e etappe ·
7e etappe ·
8e etappe ·
9e etappe ·
10e etappe ·
11e etappe ·
12e etappe ·
13e etappe ·
14e etappe ·
15e etappe ·
16e etappe ·
17e etappe ·
18e etappe ·
19e etappe ·
20e etappe ·
21e etappe
Startlijst · Eindstanden · Afbeeldingen